# Талорк III
Талорк III (Talorc III; ? — 653) — король піктів у 641—653 роках.

## Життєпис
Був сином Віда або Гвіда та онуком короля Кініоха I. Висувається теорія, що Талорк III був сином Нехтона, короля Стратклайду. Після смерті брата Бруде II у 641 році успадкував трон Піктії.
Вимушений був постійно боротися проти амбіцій Освіу, короля Берніції. Про перебіг військової кампанії немає достеменних відомостей. Талорк III уклав союз з Освіном, королем Дейри. Після поразки останнього у 651 році війська Берніції рушили проти Піктії. Зрештою 653 року Талорк III зазнав поразки та загинув. Новим королем став небіж Освіу — Талоркан I.